# Mieszana Komisja Repatriacyjna
Mieszana Komisja Repatriacyjna (Смешанная Комиссия по репатриации) – jeden z organów wykonawczych zawartego traktatu ryskiego. 
Komisja została powołana na podstawie artykułu X Układu o repatriacji, celem uregulowania spraw obywateli poszczególnych stron a zwłaszcza powrotu do swoich ojczyzn.
De facto utworzono dwie Mieszane Komisje Repatriacyjne, jedną w Moskwie – dla Rosyjskiej Federacyjnej Socjalistycznej Republiki Radzieckiej i Ukraińskiej SRR, a drugą w Warszawie – dla Rzeczypospolitej Polskiej. W skład każdej weszły delegacje – polska oraz rosyjsko-ukraińsko-białoruska. 

## Siedziby
- w Moskwie przy Małym Charitoniewskim pier. 6 (Малый Харитоньевский пер.)